# Kristoffer Lund
Pour les articles homonymes, voir Lund.
Kristoffer Lund, né le 14 mai 2002 à Kerteminde au Danemark, est un footballeur américano-danois qui joue au poste d'arrière gauche au FC Cologne, en prêt du Palerme FC.

## Biographie

### En club
Né à Kerteminde au Danemark, Kristoffer Lund s'intéresse dans un premier temps à d'autres sports, notamment la gymnastique et la natation. Il découvre le football plus tard, à 9 ans et il rejoint le club local du Kerteminde Boldklub. Repéré par un recruteur du FC Midtjylland, il quitte Kerteminde et sa famille, à 13 ans, pour rejoindre une famille d'accueil à Holstebro, et rejoint le FC Midtjylland. Il signe un premier contrat avec le club le 14 mai 2017, jour de ses 15 ans.
Il joue son premier match en professionnel le 11 février 2021, lors d'une rencontre de coupe du Danemark contre l'Odense BK. Il entre en jeu et son équipe s'impose par deux buts à un. Le 7 mars 2021, il participe à sa première rencontre de Superligaen face à l'AGF Aarhus. Il est titularisé lors de cette rencontre perdue par son équipe (0-1).
Le 21 avril 2021 est annoncé le transfert de Kristoffer Lund à l'Esbjerg fB, club qu'il rejoint au début de l'été. Toutefois, sans avoir joué le moindre match avec Esbjerg, il quitte le club le 11 août 2021 pour rejoindre la Suède, afin de s'engager en faveur du BK Häcken. Il signe un contrat de trois ans et demi,. Il participe au sacre du BK Häcken, le club remportant le championnat de Suède pour la première fois de son histoire lors de la saison 2022,.
Le 21 août 2023, Kristoffer Lund rejoint l'Italie afin de s'engager en faveur du Palerme FC. Il signe un contrat courant jusqu'en juin 2027.
Le 5 août 2025, Kristoffer Lund prend la direction de l'Allemagne en signant avec le FC Cologne sous la forme d'un prêt d'une saison.

### En sélection nationale
Possédant à la fois la nationalité américaine et danoise, il est éligible pour la sélection danoise mais aussi pour les États-Unis, pays dont il possède des origines ― sa mère étant née aux États-Unis,. En sélection de jeune il commence à jouer avec le Danemark, mais représente finalement plus tard les États-Unis,.
Le 30 août 2023, Kristoffer Lund est appelé en sélection américaine pour la première fois par le sélectionneur Gregg Berhalter pour participer à deux matchs amicaux, contre l'Ouzbékistan et l'Oman,,. Il pourrait « combler le vide » au poste d’arrière gauche,. Puis, le 7 septembre, U.S. Soccer annonce qu'il a fait son changement d'association nationale (le « One Time Switch »). Deux jours plus tard, il honore sa première sélection en entrant en jeu en fin de match — à la place d'Antonee Robinson — contre l'Ouzbékistan,.

## Palmarès
BK Häcken
- Champion de Suède en 2022.
- Vainqueur de la Coupe de Suède en 2023 (en).